# World of Wonder (société)
World of Wonder Productions est une société de production américaine fondée en 1991 par les producteurs Randy Barbato et Fenton Bailey. Située à Los Angeles en Californie, la société est spécialisée dans les productions de documentaires télévisés et de films explorant des sujets LGBTQ. Ensemble, Bailey et Barbato réalisent des programmes par le biais de World of Wonder pour les chaînes et services de vidéos à la demande HBO, Bravo, HGTV, Showtime, la BBC, Netflix, MTV et VH1,. On compte parmi leurs productions les plus remarquées la série documentaire Million Dollar Listing, RuPaul's Drag Race, et les films documentaires Mapplethorpe: Look at the Pictures (2016),,, et Dans les yeux de Tammy Faye (2000),,.
World of Wonder est saluée pour son travail de représentation de la communauté LGBTQ à la télévision, pour laquelle elle remporte un Outfest Annual Achievement Award en 2011. Sa production LGBTQ la plus célèbre est RuPaul's Drag Race. La société gère également la carrière de nombreuses drag queen et de la célèbre drag queen et du présentateur titulaire RuPaul depuis de nombreuses années, en produisant notamment des franchises avec des émissions en direct, des podcasts, des émissions spéciales et des conventions.

## Histoire

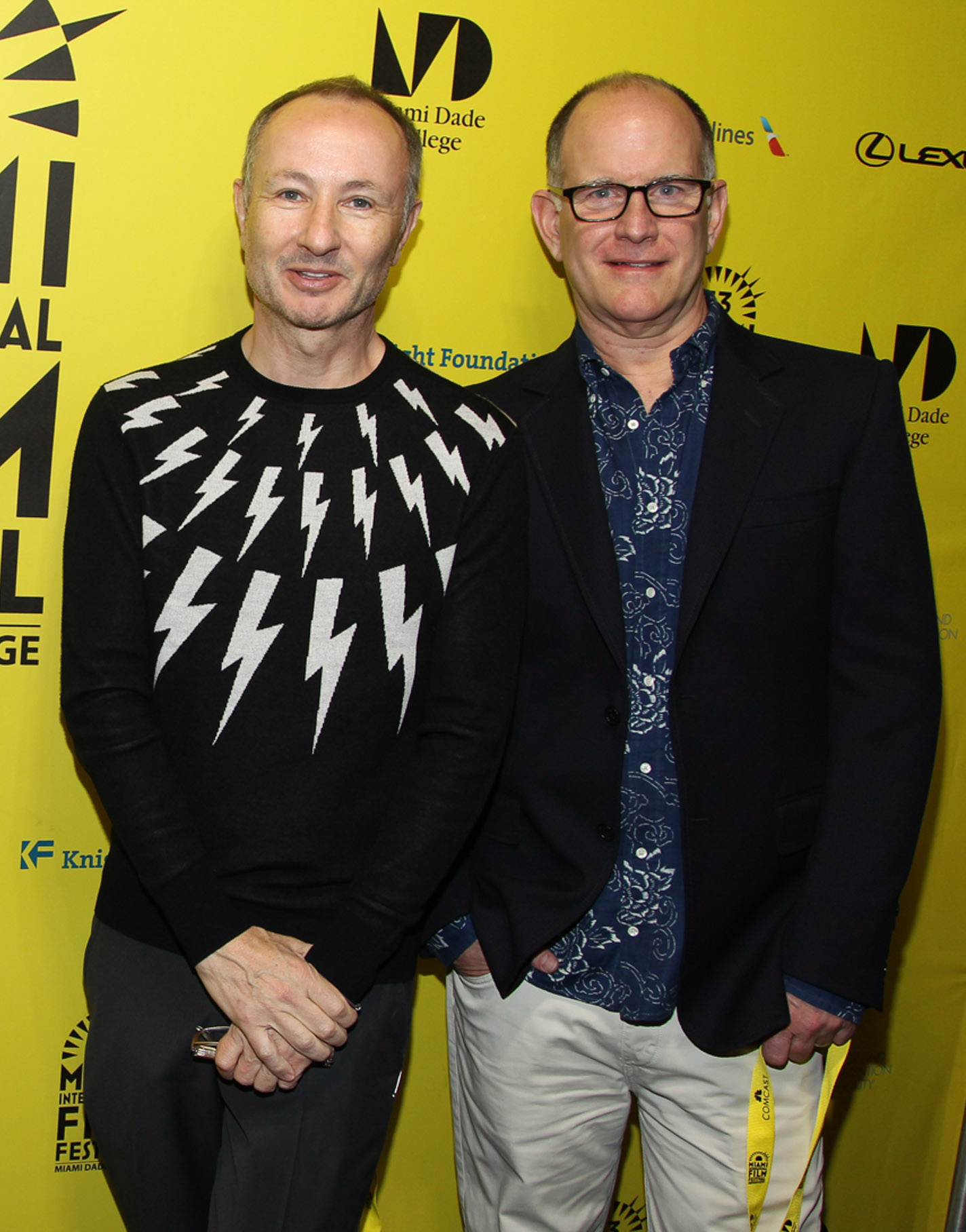
Les réalisateurs Fenton Bailey et Randy Barbato lors de la présentation de Mapplethorpe: Look at the Pictures (2016) au Festival international du film de Miami. Photo : David Heischrek

Bailey et Barbato co-fondent World of Wonder après s'être rencontrés dans le cursus d'études sur le cinéma à l'Université de New York au milieu des années 1980. Au départ, ils forment un duo disco pop rock appelé Fabulous Pop Tarts sous leur label, World of Wonder (le nom provenant d'une bande dessinée britannique que Bailey avait l'habitude de lire lorsqu'il était enfant). Bailey et Barbato commencent à se produire régulièrement à la Danceteria et dans d'autres boîtes de nuit du centre-ville de New York,. Ils produisent alors deux albums : Age of the Thing qui comprend leur single à succès New York City Beat et Gagging on the Lovely Extravaganza, où l'on retrouve les voix de Lady Miss Kier, RuPaul, Martyn Phillips et Filthy the Dog.
World of Wonder opère d'abord comme gestionnaire des Fabulous Pop Tarts, organisant des projets de production et de diffusion à la télévision, de réalisation de films documentaires et d'évolution de carrière pour leurs amis et collègues artistes, en particulier RuPaul, qu'ils rencontrent à Atlanta dans les années 1980 et avec qui ils continuent toujours à travailler. Ils produisent le premier album de RuPaul : RuPaul is StarBooty en 1986, et deviennent son manager peu de temps après le lancement de World of Wonder en 1991. Depuis, ils produisent toutes ses émissions de télévision, ses conventions DragCon à travers les États-Unis et ses productions musicales, et remportent plusieurs Emmy Awards.
World of Wonder a donné son nom à l'un de ses premiers documentaires télévisés : Died on the 4th of July: Nelson Sullivan's World of Wonder. Nelson Sullivan était une personnalité centrale de la scène artistique et des boîtes de nuit du centre-ville de New York dans les années 1980. Avant de mourir d'une crise cardiaque le 4 juillet 1989, il filmait de manière obsessionnelle toute la vie nocturne new-yorkaise, laissant ainsi derrière lui plus de 1 200 heures d'archives vidéo prises au cours des dix dernières années de sa vie. À partir de ces archives, World of Wonder crée un documentaire d'une heure sur Sullivan, diffusé d'abord sur la chaîne britannique Channel 4 puis inclus lors de la sortie DVD de Party Monster: The Shockumentary, un autre film documentaire produit par World of Wonder. Grâce, en partie, à ce documentaire, Sullivan devient une figure emblématique et un témoin exceptionnel de la vie nocturne. La mise en ligne sur YouTube de ses vidéos a permis de rassembler un public plus jeune et plus important. La vie de Sullivan a permis à World of Wonder de constituer son intérêt continu pour la réalisation de films documentaires. En 2014, Bailey et Barbato reçoivent l'IDA Pioneer Award, « récompensant ses réalisations et directions visionnaires dans la communauté du documentaire ».
World of Wonder est basé dans un bâtiment historique art déco sur Hollywood Boulevard. Conçu par les architectes S. Tilden Norton et Fredrick H. Wallis et construit en 1930, le bâtiment d'origine, servait de siège à la Guilde des réalisateurs d'Amérique . La galerie au rez-de-chaussée du bâtiment accueille désormais l'espace commercial de World of Wonder, tandis que les bureaux de production et de gestion occupent les trois étages supérieurs. Le sous-sol, où se trouvait autrefois le groupe punk rock The Masque, accueille désormais les archives vidéo de la société et un studio insonorisé.

## Télévision
World of Wonder produit principalement du contenu télévisuel pour des chaînes de télévision aux États-Unis et au Royaume-Uni, notamment pour la BBC, Channel 4, FIVE, HBO, Cinemax, TLC, PBS, Showtime, A&E, MTV, VH1 et Bravo. Les productions de ces trois dernières décennies incluent RuPaul's Drag Race, Manhattan Cable avec Laurie Pike,, The Adam and Joe Show, La Nouvelle Vie de Tori Spelling, Good Work, Million Dollar Listing, des séries documentaires, Heli-Loggers, Pam Anderson : Girl on the Loose, Big Freedia et Island Hunters. World of Wonder produit également la série documentaire One Punk Under God, Sex Change Hospital et TransGeneration, l'une des premières émissions de télévision non scénarisées à se concentrer sur la communauté transgenre, qui remporte le prix GLAAD 2006 du meilleur documentaire.
Une autre franchise de World of Wonder, Million Dollar Listing, fait ses débuts à Los Angeles en 2006 et inclus désormais des saisons à New York, San Francisco et Miami. Un spin-off, Sell It Like Serhant, présentant l'un des meilleurs courtiers de Million Dollar Listing New York, Ryan Serhant, est lancé en 2018. En 2021, World of Wonder produit Weinstein : L'enquête également réalisé par Bailey et Barbato, ainsi que Small Town News: KPVM Pahrump pour la chaîne HBO,. La société reçoit également plusieurs nominations aux Emmy Awards pour sa programmation de documentaires.

### RuPaul's Drag Race
La société de production a produit The RuPaul Show, animé par RuPaul. RuPaul présente alors une émission avec World of Wonder à la chaîne américaine Logo TV, et ils reprennent immédiatement l'émission pour une saison. La télé-réalité est alors nommée RuPaul's Drag Race, diffusée en février 2009. Ils ont également produit une série dérivée appelée RuPaul's Drag U, qui n'a duré que trois saisons. RuPaul's Drag Race: All Stars est produit par World of Wonder et diffusé sur Logo TV.RuPaul's Drag Race: Untucked, est une émission en coulisses diffusée après chaque nouvel épisode de la série originale.
Le travail de World of Wonder à la télévision est récompensé par plus de 24 nominations aux Emmy Awards et par de multiples victoires pour RuPaul's Drag Race, notamment les prix du meilleur ensemble dans la catégorie téléréalité et du meilleur animateur.

## Films documentaires
World of Wonder produit de nombreux films documentaires sur des sujets jugés subversifs au fil des années, dont plusieurs remportent des prix et des nominations. Il s'agit notamment de Inside Deep Throat, dont la première a lieu à Sundance, un festival américain de film indépendant, le film biographique de HBO Wishful Drinking [Boire avec Espoir], avec Carrie Fisher, qui reçoit deux nominations aux Emmy, et Becoming Chaz, qui est présenté en première à Sundance en tant que tout premier documentaire du réseau OWN, une chaîne de télévision américaine lancée par Oprah Winfrey, et qui a été nommé pour trois Emmys. Ils ont également produit les longs métrages Party Monster avec Macaulay Culkin et Seth Green, ainsi que Menendez: Blood Brothers avec Courtney Love, Nico Tortorella, Benito Martinez et Myko Olivier .
Bailey et Barbato ont produit d'autres documentaires originaux, notamment Party Monster: The Shockumentary, qui remporte un Emmy pour le montage, Dans les yeux de Tammy Faye, Monica in Black and White, La Révolution du Genre avec Katie Couric,, et The Last Beekeeper [Le Dernier Apiculteur]. En 2017, leur documentaire racontant la relation entre deux hommes enrôlés en Irak, Out of Iraq, remporte un Daytime Emmy Award pour Logo TV. En mars 2018, le documentaire When the Beat Drops [Quand le rythme s'intensifie], réalisé par Jamal Sims, est présenté en première au Miami International Film Festival, où il remporte le prix Knight Documentary Achievement,. En 2018, World of Wonder produit et réalise un documentaire pour HBO expliquant l'histoire de la statue de la Liberté : « Liberty: Mother of Exiles ». La société est également chargée par YouTube de créer le documentaire Stonewall Outlook [Stonewall à Voix Haute], basé sur les émeutes de Stonewall pour les droits des homosexuels en 1969, en utilisant les enregistrements audio de Dave Isay, le fondateur de StoryCorps, une association qui aide les Américains à raconter leurs histoires personnelles.

## Contenu
Au fil des années, World of Wonder étend sa présence à de nouveaux types de médias, notamment les conventions, la vidéo à la demande, les réseaux sociaux et les blogs. The WOW Report, un blog offrant une couverture quotidienne des domaines de la culture pop et de la vie nocturne est nommé meilleur blog de contre-culture par LA Weekly en 2011.
En 2015, World of Wonder ajoute des conventions à son actif, ce qui déclenche le lancement de RuPaul's DragCon LA, situé au Los Angeles Convention Center. La plus grande célébration de l'art et de la culture drag au monde avec plus de 50 000 participants est la RuPaul's DragCon NYC au Javits Convention Center de New York en 2017, où elle fait salle comble,. En 2020, les conventions s'étendent à Londres, où la RuPaul's DragCon UK est lancée en 2020,. En raison de la pandémie de COVID-19, la RuPaul's DragCon LA se tient en distanciel sous le nom de Digital DragCon.
En 2018, World of Wonder organise sa propre cérémonie de remise de prix appelée WOWIE Awards, qui célèbre « le meilleur du divertissement, de l'art LGBTQ+, de la présence glamazonienne et de la sexitude incarnée». En janvier 2020, la société de production commence sa première résidence au Las Vegas Strip intitulée RuPaul's Drag Race Live!, où d'anciennes candidates drag queen de la franchise Drag Race se produisent au Flamingo Las Vegas, dirigé par RuPaul et Jamal Sims.
World of Wonder possède une chaîne YouTube intitulée « WOWPresents », avec plus de 3 000 vidéos en ligne et qui compte plus de 1,7 million d'abonnés.

## WOW Presents Plus
En novembre 2017, World of Wonder lance le service de streaming par abonnement WOW Presents Plus. Le service contient une multitude de séries originales et d'événements en direct, ainsi que du nouveau contenu original couvrant le domaine de la culture pop et de la société LGBTQ. Ses séries originales exclusives comprennent : Sketchy Queens [Les Reines du Sketch], UNHhhh et Painted with Raven. Ce service de streaming est également le principal distributeur de RuPaul's Drag Race et de ses franchises internationales dans certaines régions du monde. Le service comprend également de nombreuses séries Web sorties sur la chaîne YouTube de WOWPresents, telles que Detox's Life Rehab et La Vida de Valentina.

## Nominations et récompenses
- Le blog tenu par la compagnie, The WOW Report, est nommé « Meilleur blog de contre-culture » par LA Weekly en 2011[46].
- Million Dollar Listing New York est nommé aux Emmy Awards en 2015 pour le meilleur programme de réalité non structuré[57].
- RuPaul's Drag Race remporte le TCA Award en 2014 pour la meilleure réalisation en matière de programmation[58].
- Big Freedia (Fuse) remporte le GLAAD Media Award en 2014 pour le meilleur programme de téléréalité[59],[60].
- Barbato et Bailey reçoivent le prix IDA Pioneer en décembre 2014[61],[62].
- Mapplethorpe: Look at the Pictures est nommé pour deux prix aux Emmy Awards en 2016, pour la meilleure cinématographie pour un programme de non-fiction et pour le meilleur documentaire ou émission spéciale de non-fiction[63].
- World of Wonder remporte un Daytime Emmy Award en mai 2017 pour Out of Iraq[64], un documentaire diffusé sur la chaîne Logo TV[65],[66].
- RuPaul's Drag Race est nommé pour vingt-neuf Emmy Awards et en remporte treize, dont celui du meilleur présentateur pour une série de télé-réalité en 2016 et le même prix en 2017, ainsi que celui du meilleur maquillage et du meilleur montage[34].
- When the Beat Drops remporte le prix Knight Documentary Achievement en 2017[67].
- UNHhhh est nommé pour deux Streamy Awards pour l'émission de l'année et la meilleure série non scénarisée en 2017 et 2019[68].